# Mycoplasmatales
Ordre
Les Mycoplasmatales sont un ordre de bactéries de la classe des Mollicutes. Son nom provient de Mycoplasma, le genre type de cet ordre.
Cet ordre ne comporte qu'une seule famille, les Mycoplasmataceae d'après LPSN (16 octobre 2023).

## Taxonomie
Cet ordre est proposé en 1955 par E. A. Freundt.
1. ↑  List of Prokaryotic names with Standing in Nomenclature (LPSN), consulté le 16 octobre 2023.